# 富田勢源
冨田 勢源（とだ せいげん、生没年不詳）は戦国時代の剣豪。名は五郎左衛門。剃髪してから勢源と号し、冨田五郎左衛門入道勢源とも呼ばれる。戸田清元（吉方）とも。

## 出自

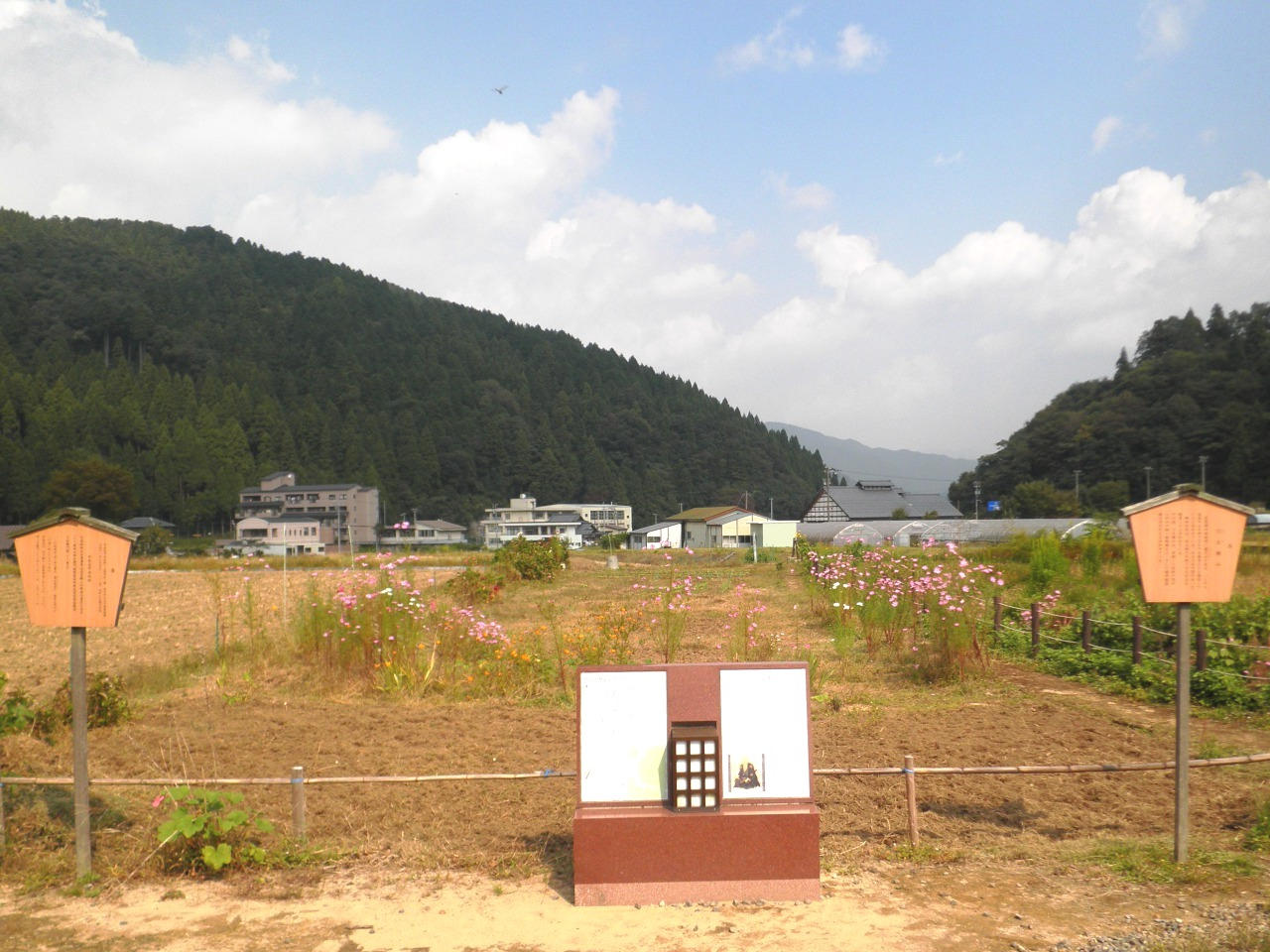
勢源道場跡（福井県福井市西新町）

大橋勘解由左衛門高能より中条流を学んだ、越前朝倉氏の家臣、冨田九郎左衛門長家（生没年不詳）の子、冨田治部左衛門景家の長子。弟に富田景政がいる。

## 逸話
中条流（後に冨田流とも呼ばれる）の遣い手。
義理の甥に「名人越後」と称された富田重政、弟子に一刀流の流祖・伊藤一刀斎の師である鐘捲自斎（富田景政の弟子との説もある）、東軍流の流祖・川崎鑰之助等がいる。
朝倉氏に仕えたが、眼病を患ったため剃髪し、家督を弟の冨田治部左衛門景政に譲った。
美濃の朝倉成就坊のもとに寄寓していたおり、神道流の達人、梅津某に仕合を挑まれ、皮を巻いた一尺二、三寸の薪を得物とし、一撃で倒した話は有名である。
トダ流の開祖に戸田、外他や晴眼、清玄、清元、青眼などの字が違うが読みがトダセイゲンである人物が存在するが、おそらく冨田勢源であるといわれている。多くの流派で開祖とされている。
弟子に、林田左門（林田派）、北条氏邦、戸田綱義（二代目）、杉原無外（戸田金剛流）、土屋宗俊、内海重次（内海流・鍵槍）、明石重明、山口宗勝らがいる。
梅津某に短い薪で倒した話があるが、勢源は気合術の文献にも紹介がある。修験者あるいは忍者の気合術を会得すれば、気合を掛けて一瞬動きを鈍らせ、一撃で倒すことができる。文献に修験道、忍術などはみられないが、大東流合気柔術の武田惣角は気合術（気合・合気）があった。